# Diexia punctigera
Diexia punctigera är en skalbaggsart som beskrevs av Francis Polkinghorne Pascoe 1865. Diexia punctigera ingår i släktet Diexia och familjen långhorningar. Inga underarter finns listade i Catalogue of Life.